# شهرستان خودمختار داچانگ هوی
شهرستان خودمختار داچانگ هوی (به لاتین: Dachang Hui Autonomous County) یک منطقهٔ مسکونی در چین است که در لانگ فنگ واقع شده‌است. شهرستان خودمختار داچانگ هوی ۱۷۶ کیلومتر مربع مساحت و ۱۳۴٬۰۰۰ نفر جمعیت دارد و ۲۰ متر بالاتر از سطح دریا واقع شده‌است.